# Adozione (film)
Adozione  (Örökbefogadás) è un film di Márta Mészáros del 1975. Vinse l'Orso d'oro al Festival di Berlino.

## Trama
Kata, un'operaia single che desidererebbe avere un figlio dal suo amante Jóska, il quale, essendo sposato con un'altra donna, non condivide l'idea.
Kata diventa amica di una ragazza che vive in un istituto in quanto abbandonata dai genitori all'età di sei anni. Anna scappa poi dall'istituto per potersi incontrare con un ragazzo di nome Sanyi che vorrebbe sposare. Kata va dai genitori di Anna perché acconsentano al matrimonio dei giovanissimi amanti.
Grazie alla frequentazione di Anna, Kata aumenta interesse e sensibilità verso l'infanzia abbandonata e decide di adottare un bambino.